# Amazona aestiva
L'amazzone fronteblu (Amazona aestiva Linnaeus, 1758) è un uccello della famiglia degli Psittacidi. È una specie molto diffusa in natura.  È tra le specie più popolari in cattività. Si riproduce bene, è un egregio animale da compagnia, anche se molto chiassoso, ed è un’ottima parlatrice.

## Descrizione
Di taglia superiore alla media con i suoi 37 cm, ha colorazione base verde con qualche scagliatura gialla sulla parte ventrale. La testa presenta una mascherina facciale azzurra molto marcata sulla fronte. La zona attorno all'occhio, il sottogola e la gola sono di un bel giallo carico. Le ali presentano spalle rosse e specchio alare rosso alla base delle prime 5 remiganti secondarie; le remiganti primarie sono viola-blu. La coda è verde sfumata in giallo. L'occhio presenta un'iride arancione con anello perioftalmico chiaro. Il becco è grigio scuro con cera scura e narici non evidentissime perché leggermente nascoste da filopiuma scura. Le zampe sono grigie. I giovani si presentano simili agli adulti ma i colori tipici facciali sono quasi assenti o sfumati e l'iride è castana.
L'Amazona aestiva aestiva, quella descritta, viene chiamata «amazzone fronteblu del Brasile» perché il suo areale è localizzato nella parte orientale e sud-orientale di quel Paese, soprattutto nella zona del Rio Grande do Sul e del Mato Grosso.
L'Amazona aestiva xanthopteryx, chiamata anche «amazzone fronteblu del Paraguay», differisce dalla sottospecie nominale per la presenza sulla spalla di una colorazione gialla che si sovrappone a quella rossa (in alcuni uccelli il giallo si sostituisce completamente al rosso). Questa sottospecie è diffusa in un vasto areale che va dalle regioni a nord e a est della Bolivia al sud-est del Mato Grosso, fino all'Argentina del nord, passando per il sud del Paraguay (che le dà il nome comune) dove la popolazione è numericamente molto forte.

## Distribuzione
Abita un vasto areale che va dal Brasile al Paraguay, dalla Bolivia all'Argentina. Una popolazione inselvatichita da cattività è presente nei quartieri di Albaro, Carignano e Castelletto della città di Genova, probabilmente ibridata almeno parzialmente con individui di Amazona ochrocephala di pari origine.

## Biologia
Predilige la vita di foresta adattandosi perfettamente alle foreste primarie di tipo amazzonico e a quelle secondarie, più aperte, con alberi radi e fitti cespugli, ma spesso è avvistata nelle zone pianeggianti aperte alla ricerca del cibo. Ama la vita di gruppo e si muove in grandi stormi che al mattino partono dagli alberi dormitorio e si mettono in moto per raggiungere le zone di pascolo. Le coppie sono identificabili perché stanno sempre unite anche durante il volo. È un pappagallo chiassoso che emette un richiamo forte e continuo durante tutti gli spostamenti. Nel periodo riproduttivo le coppie nidificano all'interno di alberi cavi e un nido può essere utilizzato anche per molti anni consecutivamente. La femmina depone 2-4 uova che vengono incubate per 28-29 giorni e i piccoli, indipendenti attorno alle 16-18 settimane, non abbandonano il nido prima dell'ottava o nona settimana di vita.